# Alexander Hauser
Alexander Hauser (Sankt Johann in Tirol, 23 giugno 1984) è un allenatore di calcio ed ex calciatore austriaco, di ruolo difensore.

## Palmarès
- Erste Liga: 2

Wiener Neustadt, Wacker Innsbruck:2008-2009, 2009-2010